# Daniel Podence
Daniel Podence, född 21 oktober 1995 i Oeiras, är en portugisisk fotbollsspelare som spelar för Olympiakos på lån från Wolverhampton Wanderers.